# Herbert Wimmer
Herbert „Hacki“ Wimmer (* 9. November 1944 in Eupen, Belgien) ist ein ehemaliger deutscher Fußballspieler, der als Aktiver von Borussia Mönchengladbach in den Jahren 1970, 1971 und 1975 bis 1977 die deutsche Meisterschaft gewonnen hat. Mit der Elf vom Bökelberg setzte er sich auch 1973 im DFB-Pokal und 1975 im UEFA-Cup durch. In seiner Nationalmannschaftskarriere von 1968 bis 1976 – 36 Länderspiele mit vier Toren – gewann er 1972 das Finale der Europameisterschaft in Brüssel und er gehörte auch mit zwei Einsätzen dem siegreichen DFB-Team 1974 beim WM-Turnier in Deutschland an. Für Borussia Mönchengladbach absolvierte er von 1966 bis 1978 in der Fußball-Bundesliga 366 Spiele und erzielte dabei 51 Tore.

## Sportliche Laufbahn

### Vereinskarriere
Herbert Wimmer durchlief seit 1954 die gesamten Jugendaltersklassen bei seinem Heimatverein Borussia Brand in Aachen. Als der lauffreudige, hakenschlagende und kombinationssichere Flügelstürmer in der Saison 1965/66 mit den Grün-Weißen den Aufstieg in die Verbandsliga Mittelrhein erreichte, wurde er vom Borussentrainer Hennes Weisweiler beobachtet – er war auch in der Länderpokalauswahl des Mittelrheins aktiv – und schließlich nach zweimaligem Probetraining zur Runde 1966/67 mit einem Vertrag für die Bundesliga ausgestattet. Mit dem Ex-Amateurfußballer aus Brand kamen zur zweiten Bundesligarunde der Gladbacher, 1966/67, auch noch Torhüter Volker Danner, Verteidiger Vladimir Durković und Stürmer Dieter Schollbach an den Niederrhein.
Der Neuzugang aus dem Amateurlager, von Mitspielern und Fans „Hacki“ gerufen, wurde von Trainer Weisweiler sofort am ersten Spieltag der Runde 1966/67 zu seinem Bundesligadebüt eingesetzt. Gladbach spielte am 20. August 1966 0:0 bei Schalke 04 und Wimmer hatte auf Rechtsaußen einen guten Einstand hingelegt. Am Rundenende standen die Borussen auf dem achten Platz. „Hacki“ hatte sich auf Anhieb mit 34 Einsätzen (alle Rundenspiele) und drei Toren in die Stammbesetzung gespielt und bereicherte die hoffnungsvolle Substanz der jungen Mannschaft von Trainer Weisweiler. Seinen Rufnamen „Hacki“ hatte sich Torhüter Manfred Orzessek ausgedacht, als er sah, wie Wimmer Haken auf dem Rasen schlug, als Rechtsaußen: Die Gegner sahen meist nur seine Hacken.
In den nächsten zwei Jahren – 1968 und 1969 – kamen die Borussen jeweils auf den 3. Tabellenplatz und aus dem ehemaligen Dauerläufer und Flankengeber am rechten Flügel war ein spielerisch und taktisch geprägter defensiver Mittelfeldspieler geworden, der völlig ohne „Knochenbrechermentalität“, aber mit außergewöhnlichem Ausdauervermögen und Kombinationsgeschick die fehlende Rückwärtsbewegung des überragenden Spielmachers Günter Netzer im Gladbacher Mittelfeld kompensierte und dadurch dessen spielerische Kreativität erst zur höchsten Entfaltung kommen ließ. Erst nachdem Peter Dietrich die Borussia 1971 verlassen hatte, rückte Wimmer ins Mittelfeld. Doch selbst jetzt war er mehr als ein unermüdlicher Renner. „Er ist zwar kein Genie wie Netzer an großen Tagen, aber auch Hacki kann ein Spiel gestalten“, attestierte ihm Trainer Weisweiler. Seine herausragenden Qualitäten im Mittelfeld führten ihn auch in die A-Nationalmannschaft. Am 23. November 1968 debütierte Wimmer beim WM-Qualifikationsspiel in Nikosia gegen Zypern im Team von Helmut Schön.
Die erste deutsche Meisterschaft gewann er mit Mönchengladbach in der Saison 1969/70, als die „Fohlen-Elf“ mit vier Punkten Vorsprung vor dem Doublegewinner des Vorjahrs, FC Bayern München, das Titelrennen für sich entscheiden konnte. Dem Meisterteam des Jahres 1970 gehörten folgende Stammspieler an:
Wolfgang Kleff, Hans-Hubert Vogts, Klaus-Dieter Sieloff, Ludwig Müller, Hartwig Bleidick, Peter Dietrich, Günter Netzer, Herbert Laumen, Herbert Wimmer, Horst Köppel, Ulrik le Fevre und Winfried Schäfer. Der „Mann für die langen Wege“ hatte in 30 Spielen sechs Tore erzielt.
In der Bundesliga kamen 1971, 1975, 1976 und 1977 noch vier weitere Meistertitel hinzu. Zwei deutsche Meisterschaften 1970 und 1971 mit Netzer, der UEFA-Cup 1975 und drei weitere Meistertitel nach dem Weggang des Spielmachers 1973 zu Real Madrid. Der Spieler „Hacki“ Wimmer feierte auch Erfolge ohne Günter Netzer, seine Wahrnehmung zu beschränken auf die Rolle als „Wasserträger“ von Netzer, wird seiner Karriere nicht gerecht. Nicht bei Borussia Mönchengladbach, auch nicht in der Nationalmannschaft. Spektakulär war der Erfolg im DFB-Pokal des Jahres 1973, als dem in der 91. Minute eingewechselten Günter Netzer in der 93. Minute das Siegtor zum 2:1 gegen den 1. FC Köln glückte.
Mit der Saison 1970/71 kamen für Wimmer und seine Mitspieler die Spiele im Europacup hinzu. Im Jahr 1971/72 ging das „Büchsenwurf“-Spiel am 20. Oktober 1971 gegen Inter Mailand in die Fußballgeschichtsbücher ein, ebenso die zwei UEFA-Cup-Finalspiele im Mai 1973 gegen den FC Liverpool (0:3; 2:0).
Der Einzug in das Landesmeister-Finale am 25. Mai 1977 in Rom gegen den FC Liverpool war nochmals eine große Leistung der „Drei Alten vom Bökelberg“, Heynckes, Vogts und Wimmer. Chancenlos endete aber das Kapitel „Europacup“ für den Dauerläufer im Gladbacher Mittelfeld am 12. April 1978 beim Rückspiel in Liverpool, als die „Reds“ Wimmer und Kollegen bei der 0:3-Niederlage eindeutig dominierten und aus dem Wettbewerb beförderten. „Hacki“ Wimmer hat insgesamt 58 Europacupspiele für Mönchengladbach absolviert und dabei sechs Tore erzielt.
Nach der Saison 1977/78 – punktgleich hinter Meister 1. FC Köln mit seinem Ex-Trainer Weisweiler, kam „Hacki“ zum Ende seiner Laufbahn nochmals zu einer Vizemeisterschaft – verabschiedete sich Herbert Wimmer nach 366 Bundesligaeinsätzen mit 51 Toren aus Mönchengladbach und der Bundesliga. Danach schnürte er zum Ausklang seiner Spieleraktivität bei seinem Heimatverein Borussia Brand im Amateurlager nochmals seine Fußballschuhe, ehe ihn massive Hüftprobleme (drei Hüftoperationen) endgültig zum Abschied vom Rasen nötigten.

#### Erfolge
- 1970, 1971, 1975, 1976, 1977: Deutscher Meister
- 1973: DFB-Pokalsieger
- 1975: UEFA-Cupsieger
- 1977: Supercupsieger

### Auswahleinsätze
Mitte der 1960er-Jahre rückte Wimmer in das Blickfeld von Bundestrainer Helmut Schön und kam so im November 1966 zu seiner ersten DFB-Berufung, als er in der deutschen DFB-Nachwuchsauswahl im Länderspielen gegen Rumänien als Einwechselspieler debütierte. Insgesamt lief er für die U-23 bis Juni 1968 viermal auf.
Am Ende der Bundesligavorrunde 1968/69 wurde „Hacki“ Wimmer von Bundestrainer Helmut Schön in das Aufgebot für das WM-Qualifikationsspiel am 23. November 1968 in Nikosia gegen Zypern berufen. Er debütierte beim 1:0-Erfolg in der Nationalmannschaft. Bundestrainer Helmut Schön hatte im Mittelfeld auf Max Lorenz, Wimmer und Spielmacher Wolfgang Overath gesetzt. Torjäger Gerd Müller erlöste mit seinem Siegtreffer in der 90. Minute den Debütanten, Mitspieler, Trainer und Fans. Im Dezember dieses Jahres gehörte er auch dem DFB-Aufgebot für die Spiele in Südamerika gegen Brasilien und Chile sowie in Mittelamerika gegen Mexiko an. Er stand im 40er-Kader für die Weltmeisterschaft 1970, fand aber keine Aufnahme in den 22er-Kreis für das WM-Turnier in Mexiko.
Als Gladbach in der Runde 1970/71 als erster Verein in der Bundesligageschichte die Meisterschaft verteidigen konnte, wurden die DFB-Verantwortlichen wieder auf den laufstarken Mittelfeldakteur mit Kombinationsgabe aufmerksam. Beim 3:0-Erfolg der Nationalmannschaft am 25. April 1971 in Istanbul gegen die Türkei im EM-Qualifikationsspiel bildete er zusammen mit seinen Gladbacher-Vereinskollegen Netzer und Köppel das spieltragende Mittelfeld der deutschen Elf. Daraus entwickelten sich seine weiteren Einsätze in den Europameisterschaftsspielen gegen Albanien, Polen, England, im Halbfinale gegen Belgien und im 3:0 gewonnenen Endspiel am 18. Juni 1972 in Brüssel gegen die Sowjetunion. Bereits nach dem 3:1-Erfolg am 29. April in London gegen England wurde die damalige Nationalmannschaft mit Lob überschüttet. Auch international wird die Europameisterelf von 1972 als die spielerisch beste deutsche Nationalmannschaft gewürdigt. Das Mittelfeld bildeten Wimmer, Netzer und Uli Hoeneß.
Beim Gewinn der Fußballweltmeisterschaft 1974 in Deutschland wurde der „Wasserträger von Netzer“ (Netzer selbst spielte aber im Gegensatz zur EM 1972 bei der WM 1974 überhaupt keine Rolle) im Gruppenspiel gegen Australien für Bernd Cullmann eingewechselt und war in der Zwischenrunde beim 2:0-Erfolg gegen Jugoslawien an der Seite von Rainer Bonhof und Wolfgang Overath im Einsatz. Auf dem Weg zum Endturnier der EM 1976 in Belgrad verhalf der Gladbacher in den zwei Viertelfinalspielen im April und Mai 1976 dem deutschen Titelverteidiger gegen Spanien zum Weiterkommen. In Belgrad war er im Halbfinale gegen den Veranstalter und im Endspiel gegen die Tschechoslowakei aktiv. Nach seinem 36. Länderspieleinsatz am 20. Juni 1976 in Belgrad gegen die Tschechoslowakei beendete „Hacki“ Wimmer seine Nationalmannschaftskarriere. Dass ein defensiver Mittelfeldspieler ohne Grätsche, ohne hartes Zweikampfverhalten, ohne besondere Athletik, ohne bedingungslose Zuordnung an einen auszuschaltenden Gegenspieler auskommen konnte, dagegen seine Aufgabe mit Technik, Kombinationsvermögen, taktischer Disziplin und herausragendem Laufvermögen über Jahre auf internationalem Niveau im Dienst der Mannschaft verrichten konnte, das ist das Außergewöhnliche an dem Fußballer Herbert Wimmer. Wegen seiner Teilnahme am Gewinn der Fußballweltmeisterschaft 1974 erhielt er das Silberne Lorbeerblatt.

#### Erfolge
- 1972: Europameister
- 1974: Weltmeister
- 1976: Vizeeuropameister

## Weiterer Werdegang
Nach dem Laufbahnende 1978 hatte er den Betrieb seines Vaters übernommen, den er aber aus gesundheitlichen Gründen verkauft hat. Sein Vater hatte einen Tabakwarengroßhandel, in dem Wimmer auch schon zu aktiven Bundesligazeiten ausgeholfen hatte. Deshalb ist er auch nie nach Mönchengladbach gezogen, sondern immer zum Training und zu den Spielen die 80 Kilometer angereist.